# Théo Pourchaire
Théo Jérôme Julien Pourchaire (* 20. srpna 2003 Grasse) je francouzský závodní jezdec, který v současnosti závodí v European Le Mans Series za tým Algarve Pro Racing. Mimo to je i vývojovým a testovacím jezdcem pro Peugeot ve FIA WEC. Je také šampionem Formule 2 z roku 2023 a na druhém místě se umístil ve Formuli 2 v roce 2022 a Formuli 3 v roce 2020.
Před svým působením ve Formuli 3 závodil ve Formuli 4 ADAC a Francouzské Formuli 4. Mezi lety 2010 a 2017 se věnoval závodění na motokárách.

## Formule 1
Théo Pourchaire byl od roku 2019 součástí akademie Sauberu, potažmo týmu Alfa Romeo. V letech 2022 a 2023 za tento tým odjel dva volné tréninky ve Formuli 1, k tomu byl i rezervním jezdcem týmu. Místo závodního jezdce ale nikdy nedostal, a to i přesto, že získal titul ve Formuli 2. Po sezóně 2024 skončil v pozici rezervního jezdce pro Sauber a taky úplně opustil jeho akademii.

## IndyCar
V roce 2024 závodil Pourchaire i v americké formulové sérii IndyCar. V závodě v Long Beach nahradil Davida Malukase, který se léčil se zraněními po nehodě na kole, v týmu Arrow McLaren. Hned v prvním závodě udělal dojem, když si oproti startovní pozici polepšil o jedenáct pozic a dojel jedenáctý. Pro McLaren odjel ještě další čtyři závody. Mezitím McLaren rozvázal smlouvu s Malukasem a oznámil, že Pourchaire za ně bude jezdit až do konce sezóny. Jenže před závodem na okruhu Laguna Seca byl Pourchaire náhle nahrazen Nolanem Siegelem. Poté se ale Pourchaire do McLarenu ještě vrátil, když pro víkend v Torontu nahradil Alexandera Rossiho, který se zde v úvodním tréninku zranil. Pourchaire dokončil tento závod na čtrnáctém místě.

## Výsledky
| Legenda k tabulce | Legenda k tabulce                                                                       |
| Barva             | Výsledek                                                                                |
| ----------------- | --------------------------------------------------------------------------------------- |
| Zlatá             | Vítěz                                                                                   |
| Stříbrná          | 2. místo                                                                                |
| Bronzová          | 3. místo                                                                                |
| Zelená            | Bodované umístění                                                                       |
| Modrá             | Nebodované umístění                                                                     |
| Modrá             | Dokončil neklasifikován (NC)                                                            |
| Fialová           | Odstoupil (Ret)                                                                         |
| Červená           | Nekvalifikoval se (DNQ)                                                                 |
| Červená           | Nepředkvalifikoval se (DNPQ)                                                            |
| Černá             | Diskvalifikován (DSQ)                                                                   |
| Bílá              | Nestartoval (DNS)                                                                       |
| Bílá              | Závod zrušen (C)                                                                        |
| Světle modrá      | Pouze trénoval (PO)                                                                     |
| Světle modrá      | Páteční testovací jezdec (TD)                                                           |
| Bez barvy         | Netrénoval (DNP)                                                                        |
| Bez barvy         | Vyřazen (EX)                                                                            |
| Bez barvy         | Nepřijel (DNA)                                                                          |
| Bez barvy         | Odvolal účast (WD)                                                                      |
| Bez barvy         | Nezúčastnil se (prázdné)                                                                |
| Označení          | Význam                                                                                  |
| Tučnost           | Pole position                                                                           |
| Kurzíva           | Nejrychlejší kolo                                                                       |
| †                 | Jezdec nedojel do cíle, ale byl klasifikován, protože odjel více než 90 % délky závodu. |
| ‡                 | Byl udělován poloviční počet bodů, protože bylo odjeto méně než 75 % délky závodu.      |
| Horní index       | Umístění bodujících jezdců ve sprintu                                                   |

### Kompletní výsledky ve Formuli 3
| Rok  | Tým            | 1          | 2          | 3          | 4         | 5         | 6         | 7          | 8         | 9         | 10        | 11        | 12        | 13        | 14        | 15        | 16        | 17        | 18        | Body | Umístění |
| ---- | -------------- | ---------- | ---------- | ---------- | --------- | --------- | --------- | ---------- | --------- | --------- | --------- | --------- | --------- | --------- | --------- | --------- | --------- | --------- | --------- | ---- | -------- |
| 2020 | ART Grand Prix | RBR FEA 13 | RBR SPR 26 | RBR FEA 9‡ | RBR SPR 1 | HUN FEA 1 | HUN SPR 6 | SIL FEA 12 | SIL SPR 8 | SIL FEA 6 | SIL SPR 3 | CAT FEA 7 | CAT SPR 6 | SPA FEA 2 | SPA SPR 5 | MNZ FEA 2 | MNZ SPR 2 | MUG FEA 3 | MUG SPR 3 | 161  | 2. místo |

### Kompletní výsledky ve Formuli 2
| Rok  | Tým             | 1           | 2         | 3           | 4           | 5           | 6         | 7           | 8         | 9           | 10        | 11         | 12         | 13         | 14         | 15        | 16         | 17        | 18        | 19          | 20        | 21          | 22          | 23         | 24         | 25         | 26          | 27        | 28          | Body | Umístění  |
| ---- | --------------- | ----------- | --------- | ----------- | ----------- | ----------- | --------- | ----------- | --------- | ----------- | --------- | ---------- | ---------- | ---------- | ---------- | --------- | ---------- | --------- | --------- | ----------- | --------- | ----------- | ----------- | ---------- | ---------- | ---------- | ----------- | --------- | ----------- | ---- | --------- |
| 2020 | BWT HWA Racelab | RBR FEA     | RBR SPR   | RBR FEA     | RBR SPR     | HUN FEA     | HUN SPR   | SIL FEA     | SIL SPR   | SIL FEA     | SIL SPR   | CAT FEA    | CAT SPR    | SPA FEA    | SPA SPR    | MNZ FEA   | MNZ SPR    | MUG FEA   | MUG SPR   | SOC FEA     | SOC SPR   | BHR FEA 18  | BHR SPR Ret | BHR FEA 18 | BHR SPR 21 |            |             |           |             | 0    | 26. místo |
| 2021 | ART Grand Prix  | BHR SP1 Ret | BHR SP2 6 | BHR FEA 8   | MCO SP1 7   | MCO SP2 4   | MCO FEA 1 | BAK SP1 5   | BAK SP2 9 | BAK FEA Ret | SIL SP1 5 | SIL SP2 10 | SIL FEA 8  | MNZ SP1 1  | MNZ SP2 10 | MNZ FEA 4 | SOC SP1 5  | SOC SP2 C | SOC FEA 2 | JED SP1 Ret | JED SP2 6 | JED FEA Ret | YMC SP1 7   | YMC SP2 9  | YMC FEA 4  |            |             |           |             | 140  | 5. místo  |
| 2022 | ART Grand Prix  | BHR SPR Ret | BHR FEA 1 | JED SPR 13  | JED FEA Ret | IMO SPR 7   | IMO FEA 1 | CAT SPR 5   | CAT FEA 8 | MCO SPR 6   | MCO FEA 2 | BAK SPR 7  | BAK FEA 11 | SIL SPR 4  | SIL FEA 2  | RBR SPR 2 | RBR FEA 13 | LEC SPR 7 | LEC FEA 2 | HUN SPR 9   | HUN FEA 1 | SPA SPR 6   | SPA FEA Ret | ZAN SPR 20 | ZAN FEA 9  | MNZ SPR 17 | MNZ FEA Ret | YMC SPR 9 | YMC FEA 19† | 164  | 2. místo  |
| 2023 | ART Grand Prix  | BHR SPR 5   | BHR FEA 1 | JED SPR Ret | JED FEA 13  | MEL SPR 18† | MEL FEA 2 | BAK SPR 15† | BAK FEA 3 | MCO SPR 8   | MCO FEA 2 | CAT SPR 2  | CAT FEA 7  | RBR SPR 14 | RBR FEA 7  | SIL SPR 2 | SIL FEA 3  | HUN SPR 4 | HUN FEA 6 | SPA SPR 2   | SPA FEA 2 | ZAN SPR 19  | ZAN FEA Ret | MNZ SPR 4  | MNZ FEA 3  | YMC SPR 7  | YMC FEA 5   |           |             | 203  | 1. místo  |

### Kompletní výsledky ve Formuli 1
| Rok  | Tým                      | Šasi           | Motor                   | 1   | 2   | 3   | 4   | 5   | 6   | 7   | 8   | 9   | 10  | 11  | 12  | 13  | 14  | 15  | 16  | 17  | 18  | 19     | 20  | 21  | 22     | Body | Umístění |
| ---- | ------------------------ | -------------- | ----------------------- | --- | --- | --- | --- | --- | --- | --- | --- | --- | --- | --- | --- | --- | --- | --- | --- | --- | --- | ------ | --- | --- | ------ | ---- | -------- |
| 2022 | Alfa Romeo F1 Team ORLEN | Alfa Romeo C42 | Ferrari 066/7 1.6 V6 t  | BHR | SAU | AUS | EMI | MIA | ESP | MON | AZE | CAN | GBR | AUT | FRA | HUN | BEL | NED | ITA | SIN | JPN | USA TD | MXC | SAP | ABU    | –    | –        |
| 2023 | Alfa Romeo F1 Team Stake | Alfa Romeo C43 | Ferrari 066/10 1.6 V6 t | BHR | SAU | AUS | AZE | MIA | MON | ESP | CAN | AUT | GBR | HUN | BEL | NED | ITA | SIN | JPN | QAT | USA | MXC TD | SAP | LVG | ABU TD | –    | –        |

### Kompletní výsledky v Super Formuli
| Rok  | Tým                    | Motor  | 1      | 2   | 3   | 4   | 5   | 6   | 7   | 8   | 9   | Body | Umístění  |
| ---- | ---------------------- | ------ | ------ | --- | --- | --- | --- | --- | --- | --- | --- | ---- | --------- |
| 2024 | Itochu Enex Team Impul | Toyota | SUZ 18 | AUT | SUG | FUJ | MOT | FUJ | FUJ | SUZ | SUZ | 0    | 25. místo |

### Kompletní výsledky v IndyCar Series
| Rok  | Tým           | Šasi         | Číslo | Motor     | 1   | 2   | 3      | 4      | 5      | 6    | 7      | 8      | 9   | 10  | 11  | 12  | 13     | 14  | 15  | 16  | 17  | 18  | Body | Umístění  |
| ---- | ------------- | ------------ | ----- | --------- | --- | --- | ------ | ------ | ------ | ---- | ------ | ------ | --- | --- | --- | --- | ------ | --- | --- | --- | --- | --- | ---- | --------- |
| 2024 | Arrow McLaren | Dallara DW12 | 6     | Chevrolet | STP | THE | LBH 11 | ALA 22 | IMS 17 | INDY | DET 10 | ROA 13 | LAG | MDO | IOW | IOW |        |     |     |     |     |     | 91   | 28. místo |
| 2024 | Arrow McLaren | Dallara DW12 | 7     | Chevrolet |     |     |        |        |        |      |        |        |     |     |     |     | TOR 14 | GTW | POR | MIL | MIL | NSH | 91   | 28. místo |

### Kompletní výsledky v European Le Mans Series
| Rok  | Tým                | Třída | Šasi     | Motor                 | 1     | 2     | 3   | 4   | 5   | 6   | Body | Umístění  |
| ---- | ------------------ | ----- | -------- | --------------------- | ----- | ----- | --- | --- | --- | --- | ---- | --------- |
| 2025 | Algarve Pro Racing | LMP2  | Oreca 07 | Gibson GK428 4.2 L V8 | CAT 5 | LEC 8 | IMO | SPA | SIL | ALG | 14*  | 7. místo* |

* sezóna v průběhu